# Powiat opatowski
Powiat opatowski – powiat w Polsce (województwo świętokrzyskie), utworzony w 1999 roku w ramach reformy administracyjnej. Jego siedzibą jest miasto Opatów.
W skład powiatu wchodzą:
- gminy miejsko-wiejskie: Iwaniska, Opatów, Ożarów
- gminy wiejskie: Baćkowice, Lipnik, Sadowie, Tarłów, Wojciechowice
- miasta: Iwaniska, Opatów, Ożarów

Powiat opatowski graniczy z czterema powiatami województwa świętokrzyskiego: sandomierskim, staszowskim, kieleckim i ostrowieckim, z jednym powiatem województwa mazowieckiego: lipskim oraz z dwoma powiatami województwa lubelskiego: opolskim i kraśnickim.
Według danych  z 31 grudnia 2019 roku powiat zamieszkiwało 52 089 osób. Natomiast według danych z 30 czerwca 2020 roku powiat zamieszkiwały 51 834 osoby.

## Gminy
Liczba ludności i powierzchnia gmin – 31 grudnia 2010 r.
| Gmina                   | Ludność        | Powierzchnia          |
| ----------------------- | -------------- | --------------------- |
| Opatów (w tym miasto)   | 12 305 (6 658) | 113,52 km² (9,36 km²) |
| Ożarów (w tym miasto)   | 11 127 (4 661) | 183,29 km² (7,79 km²) |
| Iwaniska (w tym miasto) | 6 931 (1322)   | 104,89 km² (5,98 km²) |
| Tarłów                  | 5 587          | 163,32 km²            |
| Lipnik                  | 5 582          | 81,45 km²             |
| Baćkowice               | 5 065          | 96,13 km²             |
| Wojciechowice           | 4 330          | 86,46 km²             |
| Sadowie                 | 4 187          | 81,81 km²             |
| Razem                   | 55 114         | 910,87 km²            |

## Demografia

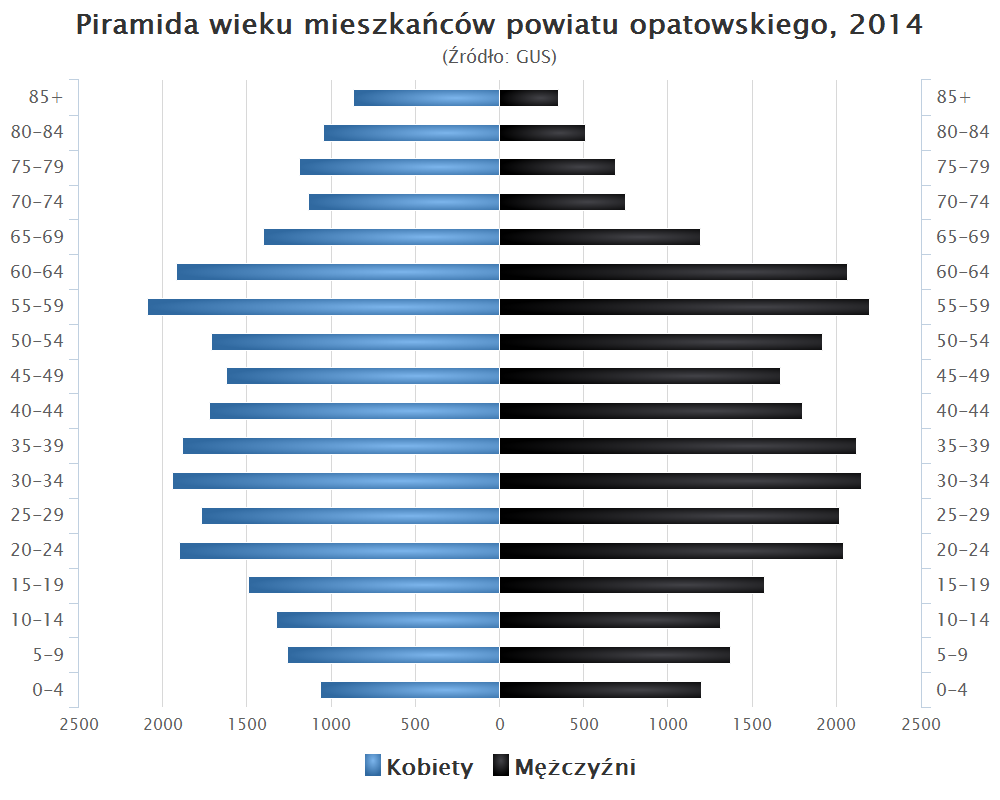
Piramida wieku mieszkańców powiatu opatowskiego w 2014 roku

Liczba ludności (dane z 31 grudnia 2010):
|        | Ogółem | Ogółem | Kobiety | Kobiety | Mężczyźni | Mężczyźni |
| osób   | %      | osób   | %       | osób    | %         |           |
| ------ | ------ | ------ | ------- | ------- | --------- | --------- |
| Ogółem | 55 114 | 100    | 28 007  | 50,82   | 27 107    | 49,18     |
| Miasto | 11 319 | 20,54  | 5968    | 10,83   | 5351      | 9,71      |
| Wieś   | 43 795 | 79,46  | 22 039  | 39,99   | 21 756    | 39,47     |

▶Wieś vs ▶miasto
Ogółem (▶k, ▶m)
Miasto (▶k, ▶m)
Wieś (▶k, ▶m)

## Historia

### XIX wiek
W drugiej połowie XIX w. powiat opatowski wchodził w skład guberni radomskiej. Od północy graniczył z powiatem iłżeckim, od zachodu z powiatem kieleckim, a na południu z powiatem sandomierskim. Na wschodzie Wisła oddzielała go od powiatu janowskiego. Zajmował on powierzchnię 1795,5 km², z czego:
- 724,2 km² – zajmowały pola uprawne
- 192,8 km² – łąki
- 205,3 km² – zabudowania i ogrody
- 167,5 km² – pastwiska i zarośla
- 359 km² – lasy
- 146,7 km² – drogi, wody, błota i nieużytki[7].

Przemysł powiatu był słabo rozwinięty, pomimo występowania tu licznych bogactw naturalnych. Przyczyną tego był brak rozwiniętej sieci komunikacyjnej. W 1884 r. produkcja przemysłowa powiatu miała wartość 1 318 372 rubli, z czego jednak prawie całość (blisko 1,2 mln rubli) przypadła na kilka dużych zakładów: zakłady żelazne w Klimkiewiczowie pod Ostrowcem i w Nietulisku, a także cukrownię w Częstocicach. Powiat połączony był z siecią kolejową poprzez odnogę kolei dąbrowsko-iwanogrodzkiej. Stacja kolejowa znajdowała się w Ostrowcu.
W 1884 r. powiat miał 101 061 mieszkańców, w tym 50 109 mężczyzn (49,58%) i 51 952 (50,42%) kobiet. Na terenie powiatu funkcjonowały 23 szkoły początkowe. Powiat posiadał sąd pokoju III Okręgu i dzielił się na 6 okręgów sądów gminnych. Sądy te funkcjonowały w Opatowie, Iwaniskach, Łagowie, Kunowie, Ćmielowie i Ożarowie.
Pod względem administracyjnym powiat dzielił się na dwa miasta (Ostrowiec i Opatów), 10 osiedli miejskich (Kunów, Waśniów, Gliniany, Ożarów, Lasocin, Ćmielów, Słupia, Raków, Łagów i Iwaniska) oraz 556 wsi i kolonii.
W skład powiatu wchodziły 24 gminy: Baćkowice, Bodzechów, Boksyce, Ćmielów, Częstocice, Czyżów, Gęsice, Grzegorzowice, Iwaniska, Julianów, Kunów, Lasocin, Łagów, Malkowice, Modliborzyce, Ożarów, Opatów, Piórków, Rembów, Ruda Kościelna, Sadowie, Słupia Nowa, Waśniów, Wojciechowice.

### II Rzeczpospolita
Po odzyskaniu przez Polskę niepodległości powiat opatowski stał się częścią województwa kieleckiego, utworzonego 2 sierpnia 1919 r.
Według spisu powszechnego z 1931 r. powiat opatowski zajmował powierzchnię 1639 km² i był zamieszkiwany przez 186 547 osób. Największym miastem był Ostrowiec, który liczył 25 908 mieszkańców. Przeważająca część mieszkańców powiatu – 110 538 osób – zajmowała się rolnictwem. Spośród nich 20 753 osoby były robotnikami rolnymi. Wśród gospodarstw przeważały mało- i średniorolne. Na terenie powiatu znajdowało się około 100 majątków obszarniczych.
Przemysł powiatu skupiał się głównie w dolinie rzeki Kamiennej – w okolicach Ostrowca. Największym zakładem przemysłowym powiatu były Zakłady Ostrowieckie. Działały tu także fabryki porcelany w Ćmielowie, papiernie w Bodzechowie i Witulinie, fabryka maszyn rolniczych w Kunowie oraz cukrownia w Częstocicach. Na terenie powiatu funkcjonowały także: kopalnia rudy żelaza, cegielnia, browar i fabryka octu. W powiecie było 61 młynów, 5 fabryk wód gazowanych, 3 mleczarnie, 40 wiatraków, 5 gorzelni, 2 rzeźnie, 6 tartaków, 12 olejarni, 70 spółdzielni handlowych i 502 sklepy.
W wyborach do sejmu w powiecie opatowskim spore wpływy posiadały partie opozycyjne. Do 1927 r. przewagę miały tu partie chłopskie: PSL „Wyzwolenie”, a w późniejszym okresie także Stronnictwo Chłopskie. Spore wpływy, głównie w przemysłowym Ostrowcu posiadała PPS. W 1928 r. przewagę w wyborach do Sejmu na terenie powiatu uzyskał Bezpartyjny Blok Współpracy z Rządem.
W 1939 r. w powiecie opatowskim znajdowały się tylko dwa miasta: Opatów (ok. 9600 mieszkańców) oraz Ostrowiec (30 017 mieszkańców).

### PRL
W latach 1945–1975 powiat był częścią województwa kieleckiego. W jego skład wchodziły gminy: Baćkowice, Bodzechów, Ćmielów, Iwaniska, Kunów, Łagów, Opatów, Ożarów, Raków, Sadowie, Waśniów i Wojciechowice.
Powiat opatowski został zlikwidowany w czasie reformy administracyjnej w 1975 r., kiedy to wprowadzono podział na 49 województw. Obszar powiatu został podzielony pomiędzy województwa: tarnobrzeskie i kieleckie. W województwie kieleckim pozostały gminy: Bodzechów, Kunów, Łagów, Raków, Waśniów. W nowo utworzonym województwie tarnobrzeskim znalazły się:  Baćkowice, Ćmielów, Iwaniska, Opatów, Ożarów, Sadowie i Wojciechowice.